# Mijaíl Fridman
Mijaíl Marátovich Fridman (en ruso: Михаи́л Мара́тович Фри́дман; Leópolis; 21 de abril de 1964) es un oligarca e inversor ucraniano nacionalizado ruso e israelí. 
Cofundó Alfa Group, un conglomerado multinacional ruso. Según la revista Forbes, era uno de los empresarios más ricos de Rusia en 2017.
En 1990, cofundó Alfa Bank, el banco privado más grande de Rusia. También presidió TNK-BP, empresa conjunta con BP, durante nueve años. En 2013, vendió su participación en la compañía y cofundó la compañía de inversión internacional LetterOne (L1), con sede en Luxemburgo. Fridman actualmente preside el consejo de Alfa Group, y es también consejero de Alfa Bank y ABH Holdings, con sede en Luxemburgo. Pertenece también al consejo de administración de empresas como VimpelCom y X5 Retail Group y ha sido presidente de LetterOne (L1) y de RWE Dea

## Biografía
Mijaíl Fridman nació el 21 de abril de 1964 en Leópolis, Ucrania, donde pasó su juventud. Estudió en el instituto de Lviv en 1980. En 1981, asistió a clase en el Instituto de Acero y Aleaciones de Moscú. Realizó varios trabajos durante esta etapa de estudiante. Experto en ingeniería metalúrgica, Fridman se graduó por el Instituto de Acero y Aleaciones de Moscú en 1986 con distinción.
Trabajó como ingeniero metalúrgico en una fábrica de maquinaria eléctrica estatal. Con la apertura económica promovida por el dirigente ruso Mijaíl Gorbachov, Fridman creó con otros amigos universitarios, en 1988, Courier, una agencia de alquiler de apartamentos para extranjeros. Por otro lado, junto al alemán Khan, Alekséi Kuzmichov y otros socios, hacia 1988 Fridman fundó Alfa-Eco, una compañía de ordenadores de segunda mano que también importaba otros productos: cigarrillos o perfumes. El grupo empresarial se rebautizó más tarde como Alfa Group y amplió el negocio a copiadoras y reparación y mantenimiento de oficinas. Pronto sus intereses se diversificaron a industrias como telecomunicaciones, banca, venta al detalle, y aceite.
Con solo $100,000 dólares, Fridman cofundó Alfa Bank en diciembre de 1990 y se convirtió en presidente del banco. La compañía creció en pocos años hasta convertirse en el banco privado más grande de Rusia. Otras divisiones del grupo son Alfa Capital Management, Rosvodokanal Group, AlfaStrakhovanie Group y A1 Group. Durante la crisis financiera rusa de 1998, Alfa Bank utilizó a holdings como TNK para evitar la paralización de sus transacciones por el default estatal, lo que le permitió acrecentar su dominio del mercado y el número de clientes.

### TNK-BP (2000-2012)

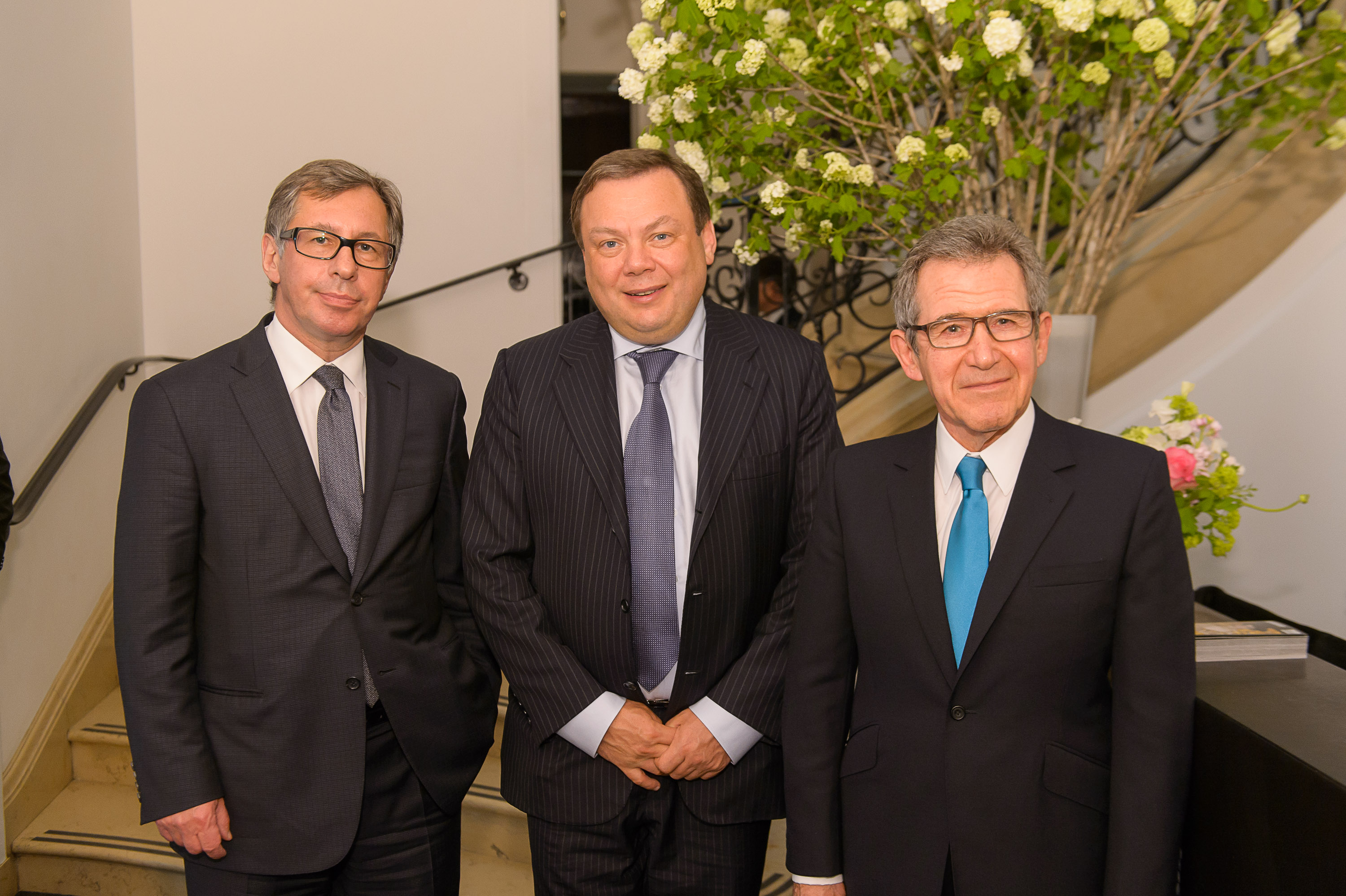
Fridman (Centro) con colegas Piotr Aven y lord Browne

En 1997, Fridman colaboró con Len Blavatnik y Víktor Vekselberg para comprar TNK por 800 millones de dólares. TNK, una empresa petrolera siberiana que estaba luchando, ya estaba en quiebra, y Fridman explicó que en ese momento "pensábamos que era un error. Sin embargo, la compañía comenzó a girar un beneficio después de una reestructuración significativa de la deuda. El 2 de febrero de 2003, BP acordó formar la empresa conjunta TNK-BP con el consorcio AAR, que incluía Alfa Group, Access Industries y Renova. Después de la fusión, TNK-BP se convirtió en el tercer productor de petróleo más grande de Rusia.
Fridman cofundó la cadena minorista de alimentos Perekrióstok en mayo de 2006 y, a través de la fusión con Pyatiórochka, fundó el X5 Retail Group. Fue el minorista más grande del país en términos de ventas antes de ser superado por Magnit en abril de 2013. Un supermercado rival, Kopeyka, fue adquirido por X5 por USD $ 1.12 mil millones en 2010. El patrimonio neto de Fridman se evaluó en 12.700 millones de dólares en septiembre de 2010, lo que en su momento lo convirtió en el tercer hombre más rico de Rusia. Después de que Fridman sirvió como presidente de TNK-BP durante nueve años, en julio de 2012, Fridman supervisó la venta de TNK-BP a la estatal Rosneft por USD $ 56 000 millones, y presidente. Fridman y sus socios vendieron su participación en TNK-BP a Rosneft, el grupo estatal de energía de Rusia, por 28.000 millones de dólares en 2013.

### LetterOne y L1 Energy (2013-2015)
Usando US $ 14 mil millones recaudados de vender sus participaciones en TNK-BP, Fridman y sus socios establecieron LetterOne (L1) en 2013 con Fridman como presidente. Con sede en Luxemburgo, la empresa fue creada para invertir en proyectos internacionales de petróleo y gas, servicios de tesorería, private equity y telecomunicaciones, tecnología, sanidad y energía. Al 31 de diciembre de 2013, LetterOne tenía aproximadamente $ 29 mil millones en activos bajo administración. Forbes evaluó el patrimonio neto de Fridman en 2014 en 15.600 millones de dólares, lo que lo convierte en la segunda persona más rica de Rusia.
En marzo de 2015, lord Browne fue nombrado presidente de L1 Energy para construirlo en una nueva compañía de energía. L1 Energy lanzó oficialmente en mayo de 2015 en Neue Galerie de Nueva York, con una ambición declarada de adquirir y luego desarrollar una cartera de dos o tres plataformas regionalmente enfocadas alrededor del mundo. El 7 de mayo de 2015 lord Davies fue nombrado vicepresidente no ejecutivo de LetterOne, y una semana más tarde, el exministro de Relaciones Exteriores sueco Carl Bildt fue nombrado consejero de la junta. En la primavera de 2015, L1 Energy estaba creciendo internacionalmente con activos en países como Alemania, Noruega, Egipto, Dinamarca y Argelia. Fridman siguió participando con sus antiguas empresas, y los activos del Grupo Alfa ascendieron a unos 40.000 millones de dólares en marzo de 2015.

### L1 y otras divisiones (2015)
El 3 de marzo de 2015, L1 Energy compró el 100% de DEA, una compañía internacional de exploración y producción propiedad de la empresa alemana RWE, por $ 7 000 millones (€ 5.100 millones). Con sede en Hamburgo (Alemania), con amplios activos en el Mar del Norte y Gran Bretaña, RWE DEA tenía una producción total de gas natural de 2.600mn de metros cúbicos en 2013. El acuerdo fue aprobado por Alemania y otras siete autoridades nacionales y supranacionales, entre ellas la Unión Europea y Ucrania. A pesar de ello, la compra de L1 de RWE DEA se opuso al Secretario de Energía y Cambio Climático del Reino Unido, Ed Davey, quien "expresó su preocupación" de que las sanciones relacionadas con Ucrania pudieran "obligar a L1 Energy a cerrar la producción en el Mar del Norte, que pone en peligro los suministros de petróleo" y el 5% de la producción de gas natural del Mar del Norte de Gran Bretaña. La oposición del Reino Unido se encontró con un grado justo de cobertura de la prensa, con el Financial Times escribiendo "el argumento [de las sanciones] ha desconcertado a muchos que conocen al Sr. Fridman. Siempre cuidadoso de alejarse de la política, nunca ha sido visto como un Kremlin". Bloomberg opinó que" el gobierno del Reino Unido está siendo manifiestamente injusto" para con Fridman y L1 Energy, afirmando que "debería dejar solo a Fridman: está invirtiendo en Europa Occidental porque ve los mismos riesgos rusos que las naciones occidentales han visto desde la última". El 4 de marzo de 2015, Davey dio a Fridman un plazo de una semana para convencer al gobierno británico de no obligarlo a vender los activos de petróleo y gas del Mar del Norte. En abril de 2015, el gobierno dio a Fridman hasta seis meses para vender.
En abril de 2015, LetterOne Technology (L1 Technology) fue lanzado en Londres. Se nombraron varios miembros de la junta asesora, entre ellos Brent Hoberman, Denis O'Brien y Sir Julian Horn-Smith. El fondo L1 Technology comenzó a actuar como una sociedad de cartera para la participación del 48 por ciento en VimpelCom propiedad de Fridman y sus socios. El fondo también tenía una participación del 13 por ciento en la compañía de telecomunicaciones turca Turkcell. L1 vendió sus campos petrolíferos del Mar del Norte a Ineos, la compañía química propiedad de Jim Ratcliffe, por una suma no revelada en el mercado. Octubre de 2015. En ese momento, el gobierno británico aseguró a LetterOne que la venta forzada no era "un juicio sobre la idoneidad de los propietarios de LetterOne para controlar estos o cualquier otro activo en el Reino Unido".

### LetterOne Group (2015-2017)
El 14 de octubre de 2015, LetterOne Group anunció que había acordado un acuerdo en Noruega para adquirir los intereses de E.ON en tres campos productores noruegos, todos situados en el Mar del Norte. El ministro de Petróleo de Noruega dijo que la aprobación sería manejada «de la manera usual». Más adelante ese mes, E.ON vendió su negocio noruego de petróleo y gas a L1 por $ 1.6 mil millones. LetterOne también reveló planes en octubre de 2015 para contribuir con fondos a la compañía brasileña de telecomunicaciones OI SA, en un esfuerzo por ayudar a la consolidación en el sector de telefonía móvil en América Latina. Después de que varios partidos abandonaran las conversaciones, L1 Technology se alejó del acuerdo en febrero de 2016.
Fridman es el presidente del consejo de supervisión del consorcio del grupo de Alfa, y él también está en los tableros de Alfa Bank y de ABH Holdings, que es la compañía de cartera luxemburguesa de Alfa Group. También forma parte del consejo de administración de supervisión de VimpelCom y X5 Retail Group. Él es presidente de LetterOne, y puesto que DEA Deutsche Erdoel AG fue comprado por L1 energía en 2015, él ha sido un miembro del tablero de supervisión. El 12 de febrero de 2016, se anunció que a través del fondo de Tecnología L1, Fridman había hecho una inversión de $ 200 millones en Uber. A partir de marzo de 2016, su patrimonio neto fue de $ 14.2 mil millones, lo que le clasificó en el número 63 en la lista Forbes 2016 de los multimillonarios, y el segundo hombre más rico de Rusia. En junio de 2016, LetterOne se expandió en salud con L1 Health en los Estados Unidos, con "$ 2-3 mil millones de inversiones en el sector de la salud global" que se repartirá en los próximos tres años. Franz Humer fue nombrado el Consejo Asesor de Salud L1.
En julio de 2016, Fridman y el economista Anatole Kaletsky fueron entrevistados por The Milken Institute, con un titular que decía "Buscando el crecimiento en una economía global inestable". Hablaban de temas tales como las razones de la volatilidad actual del mercado y un emergence de una nueva era económica del "índigo", entre otros. La característica era un seguimiento a un artículo que Fridman había publicado en el Financial Times el año anterior, en la que teorizó que «el precio del petróleo había [anteriormente] mantenido alto porque la gente percibía que había una escasez», y que la economía global estaba enfrentando una «nueva fase en la cual la gente no temería el final del petróleo». El 2 de octubre de 2016, Fridman habló como parte de una mesa redonda en el grupo de reflexión Bruegel en Bruselas, enfocando el debate sobre las tendencias modernas en la economía global y las implicaciones para Europa.

### Actividad reciente (2018-2022)
En mayo de 2019 y luego de meses de negociaciones, Mijaíl Fridman, a través del fondo de inversión Letterone, adquirió supermercados DIA, al alcanzar un acuerdo con todos los acreedores, y cerrar su pacto con Banco Santander, la entidad que bloqueaba el futuro de la compañía.Stephan DuCharme, hombre de confianza de Fridman, fue el encargado de negociar con el banco. El acuerdo incluía una oferta pública de adquisición (OPA) por la cadena de supermercados y la posterior inyección de 500 millones de euros en la compañía, siempre y cuando se alcanzara un acuerdo con las 17 entidades acreedoras. De esta forma la compañía podrá revertir su patrimonio negativo de 170 millones de euros.
En octubre de 2019 fue llamado a declarar este lunes en calidad de imputado en la Audiencia Nacional de España, por la quiebra de la compañía tecnológica Zed, fundada por Javier Pérez Dolset. Su defensa es liderada por el despacho Baker Mackenzie. El fiscal José Grinda, durante la investigación del caso ha insistido en que Fridman jugó un papel clave de en la quiebra de la tecnológica Zed, algo que el empresario ruso negó. Grinda ubica a Fridman al frente de una presunta trama cuyo objetivo era asfixiar a la compañía tecnológica, para después adquirirla a muy bajo precio. Fuentes cercanas a Fridman aseguraron que fue Pérez Dolset el que contactó con su firma Letterone para que invirtiera en Zed o la comprara y que Letterone se negó. En diciembre de 2020, el juez de la Audiencia Nacional Manuel García Castellón acordó el sobreseimiento provisional de Fridman. El juez español afirmó que en la instrucción practicada no ha podido demostrar "ni la participación ni directa ni indirecta en cuestiones relativas al Grupo Zed por parte de Mijail Fridman" . Sin embargo en 2021, la sección cuarta de la sala de lo penal concluye que "no resulta descartable" que en la posible despatrimonialización e insolvencia de Zed haya participado Fridman, "en su indiciaria condición de persona, situada formalmente en un segundo plano, pero con evidentes poderes de decisión". La Sala ve plausible que Fridman, mediante una "ilícita operativa contraria a las reglas del libre mercado", y con "opacidad defraudatoria", interviniera en "la ruina económica" de Zed. En 2022 el empresario Javier Pérez Dolset solicitó al juzgado de la Audiencia Nacional, que interponga una fianza de 1800 millones de euros a Fridman, argumentando que han aparecido nuevos correos y extractos bancarios que demostrarían que Fridman y sus socios se confabularon para hacerse con el poder de la empresa tecnológica en 2014.
En mayo de 2022, un tribunal ucraniano incautó activos de Fridman por valor de 12.400 millones de grivnias (420 millones de dólares), los cuales eran valores en empresas chipriotas que se encontraban en Ucrania. Esto se debió a la sanción por la Unión Europea como parte de la respuesta del bloque, a la invasión rusa de Ucrania .

## Filántropo
Fridman ha patrocinado distintos homenajes a la cultura judía e iniciativas culturales rusas en Europa y el mundo. En 1996 Fridman fue uno de los fundadores del Congreso judío ruso y es miembro del consejo del RJC Presidium. Es vicepresidente del Congreso judío ruso y cabeza de su comité cultural. Fridman, a través de Alfa Bank, ha financiado el Teatro Bolshói.
Además, contribuye al trabajo del Fondo Judío Europeo, una organización sin ánimo de lucro cuyo objetivo es desarrollar el judaísmo europeo y promover la tolerancia y la reconciliación en el continente. También ha donado al programa Nativ, que es un programa de las Fuerzas de Defensa de Israel para todos los soldados inmigrantes en Israel. En el verano de 2007, Fridman junto con Stan Polovets, Alexander Knaster, Piotr Aven y el alemán Khan fundaron el grupo de filantropía Génesis, cuyo propósito es desarrollar y realzar la identidad judía por todo el mundo. Cada año el Premio Génesis reconoce a una nueva persona. El diario The New York Times lo describió como «un premio anual de un millón de dólares para la excelencia en cualquier campo, para honrar a aquellas personas que contribuyen con su éxito a los valores judíos». El primer Premio Génesis fue otorgado en Jerusalén en 2014, con Fridman como presentador. La actriz Helen Mirren lo presentó dos años más tarde. En septiembre de 2016, se anunció que había contribuido con fondos para un monumento conmemorativo del Holocausto en Babi Yar, en Ucrania.

## Reconocimientos
En el mayo de 2003, Fridman fue honrado con el premio y placa de oro de la Academia Internacional del logro en Washington, presentada por el expresidente Bill Clinton. Fridman recibió el Premio Darin en 2004. Ese año también fue incluido en la lista del Financial Times de "Líderes de la Nueva Europa 2004". Y fue uno de los "25 líderes de Europa" de la revista Fortune en 2004. El premio de la revista GQ Hombre del Año, organizado por GQ Magazine, nombró a Fridman como "Hombre de Negocios del Año" en 2006.

## Polémicas
En 2003, dos casas de lujo propiedad del gobierno ruso fueron vendidas a bajo precio a dos compañías, una de las cuales era propiedad de Fridman. La segunda fue a parar al exministro Mijaíl Kasiánov. El periodista Aleksandr Jinshtein alegó conexiones financieras entre Fridman y Kasiánov, lo que Fridman rechazó. 
En mayo de 2017 Fridman, junto con Piotr Aven y German Khan, propietarios de Alfa Bank, presentaron una demanda por difamación contra BuzzFeed por publicar el dossier no verificado de Donald Trump-Rusia, que alega vínculos financieros y connivencia entre Putin, Trump y los tres propietarios de los bancos.
En agosto de 2019, la Audiencia Nacional española, con recomendación del ministerio fiscal, imputa a Fridman por maquinación y administración fraudulenta, habiendo supuestamente forzado la quiebra de la empresa ZED con el fin de comprarla a bajo coste.